# Pok nemzetség
Pok (Pók) nemzetség Győr vármegye egyik legrégibb birtokosa, mely valamikor a 13. század elején emelkedett fel.
A nemzetség ősi központja a Győr melletti Pok falu volt, ahol a nemzetség Szent István tiszteletére emelt premontrei monostora is állt.

## Története
A nemzetség Győr vármegyén kívül számos megyébe elszármazott, így Szatmár és Somogy vármegyében is.
A Pok nemzetség már a 13. században három fő ágra szakadt.

### Mórichidai ág
A nemzetség egyik ága még 1251-ben monostort is alapított a Győr vármegyei Mórichidán.
A Nemzetség mórichidai Ágából származó I. Miklós (1270-1319) házasság révén telepedett Szatmár vármegyébe, ahol IV. Béla király és fia V. István ifjabb király közt folyt versengés folytán V. István oldalán állt. Éveken át száműzve szülőföldjétől megkedvelte a Szamos mellékét, és itt talált végleg otthonra.
1280-ban apósától Aranyosmeggyest nyerte, melyekhez később újabb birtokokat is szerzett: Sárköz, Avasfalu, Vámfalu, Pallag, Újvár került birtokába, 1297-ben pedig zálogba vette Romándfalut, ez 1347-ben aztán végleg a birtokába is került.
I. Miklós fiai Móricz és István voltak, kiknek fiai Simon és II. István voltak..
1319-ben I. Miklós fiai közül Móricz visszatért a Dunántúlra és később ott a bakonyi ispánságot viselte.
1331-1339 között Simon és II. István megosztozott birtokain.
Az osztozkodáskor szatmári birtokok II. Istvánnak jutottak, aki csere folytán  1339-ben még megszerezte Görbedet, Miklóslakát, és Hagymást is.
Miklóslakán 1351-ben a Pok nemzetség Móriczhidi-ága osztozott meg.
A másik testvértől Simontól származott le a 15. században Szatmár vármegye leggazdagabb birtokos családja a Meggyesaljai Móricz vagy Mórocz család, melynek Szatmár vármegyén kívül Somogy vármegyében is voltak birtokai:
1251 előtt már birtokában volt Jába és Barátiban és Sokorón is birtokolt szőlőket; melyeket 1251-ben a rábai premontrei zárdának adományozott.
1302-ben Kiliti mellett és Juton lett birtokossá, míg a Hunyadyak alatt Somogy vármegye déli részén, Drávatamásiban és Drávagárdonyban is szerzett birtokokat.

## A Pok nemzetségből származó családok
- Meggyesaljai Mórocz család
- Puky család (Mérgesi)
- Puky család (Bizáki) - Régi abaúji család, mely a Győr vármegyében megtelepedett Pók (Pok) vagy Puk nemzetségből ered, Borsod, Nógrád, Zemplén és  Heves vármegyékben is elterjedt. 1848-ban Miklós a vármegye másodalispánja és komáromi kormánybiztos volt, 1867-ben első alispán, fia Miklós a ma Heves vármegyei Átányhoz tartozó szárazbeői (ma Szárazbő puszta) birtokosa volt.